# Log Horizon
Log Horizon (ログ・ホライズン Rogu Horaizun?) es una serie de novelas japonesas escritas por Mamare Touno. La serie fue publicada inicialmente en e-book en el sitio web Shōsetsuka ni Narō en 2010 y posteriormente fue publicada en papel por Enterbrain desde marzo de 2011. La serie sigue a un estratega llamado Shiroe y a los demás jugadores en el longevo juego de MMORPG llamado Elder Tale, después de que se encuentran atrapados dentro del mundo del juego a causa de una actualización del mismo.
La novela ha recibido cuatro adaptaciones al manga, una basada en la historia principal y las otras tres que giran en torno a los personajes de la serie.
Una adaptación al anime se emitió por la cadena televisiva NHK-E entre el 5 de octubre de 2013 y el 22 de marzo de 2014. En el último episodio de la primera temporada del anime se anunció que la segunda temporada del mismo comenzará su emisión en octubre de 2014. Luego de 5 años de haber finalizado su segunda temporada, NHK confirma la tercera temporada que se titula “Log Horizon: Entaku Houkai” la cual se iba a estrenar en octubre de 2020, sin embargo, debido a los problema de la pandemia del COVID-19, la temporada se retrasó hasta enero del 2021. Esta temporada se emitió entre el 13 de enero hasta el 31 de marzo de 2021.

## Argumento
Con 20 años de existencia y por su paquete de expansión undécimo, el juego de MMORPG Elder Tale (エルダー・テイル Erudā Teiru?) se ha convertido en un éxito mundial, con una base de usuarios de millones de jugadores. Sin embargo, durante el lanzamiento de la expansión duodécima llamada Novasphere Pioneers (ノウアスフィアの開墾 Nōasufia no Kaikon?, alt. Colonizando la noosfera), 30.000 jugadores japoneses que estaban iniciando sesión en el momento de la actualización, de repente se encuentran transportados en el mundo del juego virtual y luciendo sus avatares del juego. 

En medio de ese evento, un jugador muy inteligente llamado Shiroe, junto con sus amigos, Naotsugu y Akatsuki, deciden formar un equipo para poder hacerle frente a los retos y obstáculos de este nuevo mundo, que desafortunadamente se ha convertido en su realidad.

## Personajes

### Aventureros
Los jugadores humanos que están orientados al combate son llamados "aventureros" en Elder Tale. Antes de los acontecimientos del Apocalipsis ellos normalmente exploraban la tierra mientras completaban misiones, luchaban contra monstruos y subían de nivel. Sin embargo, después de quedar atrapados dentro del juego Elder Tale y luciendo sus avatares del juego, los jugadores se encuentran en un mundo sin ley con pocos recursos para sobrevivir. Cualquier aventurero que muera, reaparece en la Catedral de la última ciudad que haya explorado. Sin embargo, cada vez que reviven, pierden una parte de sus recuerdos en forma de puntos de experiencia.

### Gremios de Akihabara
Akihabara es la ciudad más grande con jugadores del servidor japonés. Su posición es similar a la de Tokio en el mundo real. Los maestros de gremio de los once principales gremios de Akihabara forman el Consejo de la Mesa Redonda, que regula los asuntos de la ciudad.

#### Log Horizon
Shiroe (シロエ Shiroe?)
 Seiyū: Takuma Terashima, Alex Villamar (español latino)
Es el protagonista principal de la historia, en el juego es más conocido como "Shiroe el Estratega" o "Villano en Gafas". Su verdadero nombre es Kei Shirogane (城鐘 恵 Shirogane Kei?). Él es el fundador y el maestro de gremio de Log Horizon. Su clase principal es Encantador, lo que le confiere poderosos hechizos de apoyo y le permite ayudar a sus aliados para que consigan la victoria, en lugar de luchar en el frente de la batalla. Su clase secundaria es Escriba, lo que le permite dibujar con precisión los mapas de los lugares que visitó y luego le permite desarrollar nuevos hechizos nunca antes vistos. Siendo un estudiante graduado de ingeniería que ha estado jugando Elder Tale durante casi ocho años, Shiroe era el estratega de un grupo disuelto hace mucho tiempo llamado "Debauchery Tea Party", un grupo informal (no llegó a ser un gremio) de jugadores de élite que llegaron a completar misiones grupales de niveles superiores conocidas como "Raids". Shiroe era muy escéptico acerca de unirse a los gremios, hasta que, a raíz del Apocalipsis y la continua desesperanza de todo el mundo, decidió crear un sitio para él y sus amigos, así que fundó el gremio Log Horizon. Él se las arregló para crear el Consejo de la Mesa Redonda de Akihabara después de realizar un plan de largo alcance y de gran complejidad para tomar el control del Edificio de Gremios de Akihabara, tomando así el control sobre los jugadores y los bienes de los gremios de la ciudad.
Naotsugu (直継 Naotsugu?)
 Seiyū: Tomoaki Maeno, Isaid Pelayo (español latino)
Es el mejor amigo de Shiroe y también era parte del grupo actualmente disuelto llamado "Debauchery Tea Party". Su verdadero nombre es Naotsugu Hasegawa (葉瀬川 直継 Hasegawa Naotsugu?). Su clase principal es Guardian, que le permite utilizar una armadura pesada junto con armas y escudos con los que lanza hechizos de defensa de gran alcance para protegerse a sí mismo y a sus compañeros. Él se llama a sí mismo "un pervertido que salió del closet", afirmando que a diferencia de algunos hombres, él no oculta su naturaleza pervertida de los demás, y se siente muy orgulloso de ese hecho. Naotsugu tiene una tendencia a hacer comentarios pervertidos, logrando así que Akatsuki se enoje tanto que generalmente le cierra la boca con un rodillazo en la cara, antes de pedirle permiso a Shiroe para hacerlo.
Akatsuki (アカツキ Akatsuki?)
 Seiyū: Emiri Katō, Samanta Figueroa (español latino)
Es una Asesina con aspecto de loli pero es adulta, dentro del mundo de Elder Tale. Su clase secundaria es Rastreador, lo que mejora sus habilidades de asesina aún más con las habilidades de sigilo y detección. Ella conoció a Shiroe después de haber estado en un grupo con él para completar unas misiones antes del Apocalipsis, aunque en ese momento ella utilizaba un avatar masculino. Con la ayuda de Shiroe se cambia a un avatar femenino más parecido a su cuerpo real, ya que su antiguo avatar era muy alto y esto le dificultaba la movilidad para realizar sus ataques. A pesar de tener la apariencia de una adolescente, ella es una estudiante universitaria como Shiroe. Después de que Shiroe le ayuda, ella comienza a referirse a él como su "Señor" y se une a su causa, alegando que es por gratitud, pero más adelante se muestra que ella tiene sentimientos por él. Akatsuki tiene una relación violenta con Naotsugu debido a su "perversión abierta" y por lo general recurre a la violencia preventiva para detener sus comentarios pervertidos antes de que este pueda hablar.
Nyanta (にゃん太 Nyanta?)
 Seiyū: Jōji Nakata, Noé Velázquez (español latino)
Es un hombre-gato de clase Espadachín. Fue el antiguo Comandante del grupo "Debauchery Tea Party" y es un viejo amigo de Shiroe. Su subclase es Chef, por lo que puede hacer deliciosas comidas, lo cual les da un descanso de la comida sin sabor que se ofrece en Elder Tale, y este hecho termina siendo un punto importante en la historia. Antes de que ocurriera el Apocalipsis, fue parte de un gremio llamado "The Cat Food Guild", que estaba compuesto exclusivamente por hombres-gato. Desde entonces se ha disuelto, ya que la casa del gremio se derrumbó debido al mal clima.
Tohya (トウヤ Tōya?)
 Seiyū: Daiki Yamashita, Carlos Siller (español latino)
Es el hermano gemelo menor de Minori. Su clase principal es Samurai, por lo que es capaz de usar armadura pesada y armas y hechizos especiales que aumentan su rendimiento, pero estos deben utilizarse con precaución debido a su largo tiempo de reutilización. Cuando Tohya y su hermana mayor conocieron a Shiroe, Tohya inmediatamente empezó a molestar a Shiroe con preguntas sobre cómo adquirir nuevas habilidades. Él ve a Shiroe como un modelo a seguir no solo por su fuerza y conocimiento, sino también por su personalidad fresca y amable. Mientras Minori es tímida y apacible, Tohya es muy insolente, pero en realidad se preocupa mucho por su hermana mayor. Después de un accidente en la vida real, él queda en silla de ruedas, por lo que le gusta mucho ser capaz de usar sus piernas de nuevo en el mundo de Elder Tale. Cuando Tohya y su hermana mayor quedaron atrapados en un gremio sin moral llamado "Hamelin", a menudo se preguntaba qué haría Shiroe en esa situación y siempre trata de copiar la forma de actuar de él cuando se enfrentan a retos. Una vez rescatados por Shiroe y sus amigos, Tohya y su hermana mayor se unen a Log Horizon.
Minori (ミノリ Minori?)
 Seiyū: Nao Tamura, Azul Valadez (español latino)
Es una chica que está atrapada en el mundo de Elder Tale junto a su hermano menor Tohya. Su clase principal es Kannagi, lo que la convierte en una curandera (sanadora) vestida como una doncella de santuario japonés, cuyos hechizos se centran en la prevención de daños y en curaciones hacia ella y sus aliados. Minori y su hermano menor se encontraron con Shiroe en su primer día de juego en Elder Tale y le hicieron preguntas acerca de la obtención de habilidades y los hechizos de sanación. Aunque a Shiroe le gusta cuando la gente lo consulta para sacarse sus dudas, después de conocerlos a ellos, decidió enseñarles sobre el juego e incluso bajó el nivel de su avatar para que pudiera viajar con ellos de forma segura. Minori y su hermano menor estaban con Shiroe cuando el Apocalipsis comenzó y se separaron de Shiroe después de esto. Perdidos y sin nadie que los guíe, ella y su hermano menor decidieron unirse al gremio "Hamelin" para tratar de ganar experiencia y subir de nivel, pero en lugar de eso, los maestros de gremio de "Hamelin" los explotaban a ellos y a otros jugadores de nivel bajo. Después de ser rescatados, Minori y su hermano menor se unen a Log Horizon y ella comienza a estudiar la mecánica de juego de Elder Tale bajo la tutela de Shiroe, con el fin de convertirse en una estratega como él, pero más tarde se da cuenta de que al igual que Akatsuki, ella está enamorada de él. Su clase secundaria originalmente era Sastre, pero más tarde se cambia a Aprendiz, lo que le permite convertirse en discípulo oficial de Shiroe y también aprender algunas de sus habilidades.
Isuzu (五十鈴 Isuzu?)
 Seiyū: Eriko Matsui, Jocelyn Robles (español latino)
Ella es una chica de secundaria que comenzó a jugar Elder Tale más o menos cuando ocurrió lo del Apocalipsis. Su clase principal es Bardo, por lo que usa sus canciones para aumentar sus estadísticas y las de sus aliados y también para lanzar debuffs (hechizos que causan desventajas) a grupos de enemigos. Aparece por primera vez durante el campamento de verano y se convierte en una amiga cercana de Rundelhaus Code, por ello es la primera persona en enterarse de que él es alguien de la "Gente del Pueblo", y luego termina uniéndose a Log Horizon con él.
Rundelhaus Code (ルンデルハウス＝コード Runderuhausu Kōdo?)
 Seiyū: Tetsuya Kakihara, Tommy Rojas (español latino)
Él es de la "Gente del Pueblo" (NPCs del juego). Trata de convertirse en un aventurero, a pesar de no tener la capacidad de resucitar después de la muerte al igual que los jugadores del mundo real. Su clase es Hechicero y está especializado en la magia ofensiva. Después de ser herido mortalmente, firma un contrato con Shiroe, quien utiliza un nuevo tipo de magia inventada por él mismo para salvar la vida de Rundelhaus, ganando este último la clase secundaria "Aventurero". Más tarde se une a Log Horizon con Isuzu.
Tetra (てとら Tetora?)
 Seiyū: Yukiyo Fujii, Vanessa Olea (español latino)
Ella es una Clérigo nivel 90. Es una antigua residente de la ciudad de Minami y miembro de Light Indigo, que fue enviada por Kazuhiko para ayudar a Shiroe en Susukino. Tras finalizar su misión, ella le pide a Shiroe que la deje unirse a Log Horizon, por lo que él acepta su solicitud. Tetra es en realidad un chico, pero quedó atrapado dentro de su avatar femenino; hasta ahora solo Shiroe descubrió este hecho. Tetra a menudo se burla de Naotsugu y coquetea con él solo por diversión.

#### Crescent Moon Alliance
Marielle (マリエール Mariēru?)
 Seiyū: Yumi Hara, Cynthia Chong (español latino)
Marielle es una aventurera de clase Clérigo, es la muy excéntrica maestra de gremio de Crescent Moon Alliance (que también forma parte del Consejo de la Mesa Redonda) y una amiga de Shiroe. Su verdadero nombre es Marie Sakamoto (坂本 鞠絵 Sakamoto Marie?). Marielle es más fuerte de lo que aparenta y tiene la costumbre de abrazar a la gente con tanta fuerza que los golpea contra las paredes, y su víctima preferida es Naotsugu, con quien finalmente se encapricha, haciendo parecer que tiene una cierta atracción hacia este. Ella hace esto usualmente cuando conoce a gente nueva o cuando saluda a un amigo. Sin embargo, puede ser muy seria cuando se requiera. Esto es especialmente cierto cuando algún miembro de su gremio está en peligro.
Henrietta (ヘンリエッタ Henrietta?)
 Seiyū: Ayahi Takagaki, Mildred Barrera (español latino)
Henrietta es una Bardo y uno de los líderes de Crescent Moon Alliance. A pesar de que parece muy severa, ella puede ser tan excéntrica como Marielle cuando ve algo lindo, como se evidenció cuando conoció a Akatsuki. Su verdadero nombre es "Umeko" según Marielle. Henrietta es contadora en la vida real y es de gran valor para los planes de Shiroe debido a su capacidad para negociar con los demás, pero no se sabe si las habilidades que tiene con el cosplay dentro de Elder Tale son las mismas en el mundo real. Con el tiempo, su cercanía con Shiroe la conduce a sentirse atraída por él.
Serara (セララ Serara?)
 Seiyū: Misaki Kuno, Araceli Romero (español latino)
Una joven Druida del gremio Crescent Moon Alliance. Ella era nivel 19 cuando apareció por primera vez. Su clase secundaria es Maid, y a menudo se arrepiente de haber elegido esa subclase, ya que sólo le ayuda a realizar la limpieza. Después de esconderse temporalmente de sus enemigos con Nyanta, ella se enamoró de él, por lo que Shiroe y Naotsugu se preguntan si ella tiene algún tipo de fetiche con los hombres de mediana edad.
Shōryū (小竜 Shōryū?)
 Seiyū: Ryōta Ōsaka
Un Espadachín de nivel 90 y miembro del gremio Crescent Moon Alliance. Él está enamorado de Marielle y hace todo lo posible para impresionarla. También se convierte en algo así como una figura de hermano mayor para los jugadores de nivel bajo que fueron rescatados del gremio "Hamelin".

#### D.D.D.
Crusty  (クラスティ Kurasuti?)
 Seiyū: Takahiro Sakurai, Miguel Ángel Ruiz (español latino)
El maestro de gremio de D.D.D., el gremio de combate más grande de Akihabara. Él es un Guardián, y es el portavoz del Consejo de la Mesa Redonda.
Misa Takayama (高山三佐 Takayama Misa?)
 Seiyū: Kaori Nazuka, Mónica Moreno (español latino)
Una aventurera nivel 90 de clase Bardo y la asistente de Crusty en D.D.D.

#### Black Sword Knights
Issac (アイザック Aizakku?)
 Seiyū: Satoshi Hino, Gerardo Vásquez (español latino)
El maestro del gremio Black Knights Sword, uno de los gremios que forman parte del Consejo de la Mesa Redonda. Originalmente se oponía a formar el Consejo de la Mesa Redonda, pero se vio obligado a unirse después de que D.D.D. y la mayoría de los gremios se unieran a dicho grupo. A pesar de tener una personalidad un poco desagradable, él muestra comprensión y un poco de compasión cuando pone a un lado su orgullo.

#### Honesty
Ein (アインス Ainsu?)
 Seiyū: Masakazu Nishida, Luis Fernando Orozco (español latino)
El maestro del gremio Honesty, uno de los gremios que forman parte del Consejo de la Mesa Redonda.

#### West Wind Brigade
Seta Soujirou (ソウジロウ＝セタ Sōjirō Seta?)
 Seiyū: Hiro Shimono, Bruno Coronel (español latino)
El maestro del gremio West Wind Brigade y uno de los miembros del Consejo de la Mesa Redonda. Era miembro del antiguo grupo Debauchery Tea Party. Cuando el aparece luego del Apocalipsis, estaba un poco preocupado por Shiroe porque éste rechazó su oferta para unirse a West Wind Brigade, por lo que Seta pensó que no le agradaba a Shiroe (esto fue aclarado rápidamente). Él es un Samurai nivel 90 y le dio todo su apoyo a Shiroe antes de la conferencia con el Consejo de la Mesa Redonda diciéndole que estaba acostumbrado a 'luchar desde el frente'. También es muy popular entre las mujeres.
Nazuna (ナズナ Nazuna?)
 Seiyū: Kaori Nazuka, Olinca Hidalgo (español latino)
Sublíder de West Wind Brigade, y una exmiembro del antiguo grupo Debauchery Tea Party.

#### Marine Agency
Michitaka (ミチタカ Michitaka?)
 Seiyū: Hiroki Gotō, José Luis Orozco (español latino)
El maestro del gremio Marine Agency, el gremio mercante más grande de todo Akiba y también uno de los gremios que forman parte del Consejo de la Mesa Redonda. Su clase principal es Monje y su subclase es Herrero. En el mundo real él es un Jefe de Sección asalariado.

#### Roderic Merchant Guild
Roderick (ロデリック Roderikku?)
 Seiyū: Masaki Terasoma, René García (español latino)
El maestro del gremio Roderic Merchant Guild, uno de los gremios que forman parte del Consejo de la Mesa Redonda. Su clase principal es Invocador. Su gremio se centra en la adquisición de ingredientes raros para artículos o equipos igualmente raros. Roderick tiene la apariencia de un hombre académico que trabaja como farmacéutico.

#### Shopping Street 8
Karashin (カラシン Karashin?)
 Seiyū: Nobuhiko Okamoto, Arturo Castañeda (español latino)
El maestro del gremio Shopping Street 8, uno de los gremios que forman parte del Consejo de la Mesa Redonda. Su clase principal es Invocador.

#### Grandeur
Woodstock W (ウッドストック＝W Uddosutokku W?)
 Seiyū: Hiroshi Shirokuma, César Beltrán (español latino)
El maestro del gremio Grandeur, uno de los gremios que forman parte del Consejo de la Mesa Redonda. Su clase principal es Asesino y su clase secundaria es Alquimista.

#### Radio Market
Ichimonjinosuke Akaneya (茜屋 一文字の介 Akaneya Ichimonjinosuke?)
 Seiyū: Chō (actor de voz), Juan José Duarte (español latino)
El maestro del gremio Radio Market, uno de los gremios que forman parte del Consejo de la Mesa Redonda, pero en representación de todos los gremios pequeños de Akiba.

### Gremios de Minami
Minami es una ciudad con jugadores del servidor japonés. Su posición es similar a la de Osaka en el mundo real. La ciudad está regida por un único gremio, Plant Hwyaden.

#### Plant Hwyaden
Nureha (濡羽 Nureha?)
 Seiyū: Chiwa Saitō, Jennifer Zamora (español latino)
Maestra del gremio Plant Hwyaden. Nureha es una Fox Tail (Cola de Zorro) nivel 90 que conocía a Shiroe antes del Apocalipsis y tiene un enamoramiento obsesivo por él.
Indicus (インティクス Indikusu?)
Es una exmiembro del antiguo grupo Debauchery Tea Party. Su antigua admiración por Kanami se convirtió en odio después de la disolución del grupo, y ahora controla a Nureha desde las sombras, tratando de separar a los antiguos miembros del grupo. Durante sus días en Debauchery Tea Party, se llamaba Kuina; después de la disolución del grupo, se hizo una nueva cuenta bajo el nombre de Indicus.
Kazuhiko (カズ彦 Kazuhiko?)
 Seiyū: Masayuki Katou
Un Asesino nivel 90. Kazuhiko es otro exmiembro del antiguo grupo Debauchery Tea Party que viajó a Minami por un sentido de la justicia. Él controla una subdivisión del gremio Plant Hwyaden, llamada Wolves of Mibu, que actúan más como su ejército personal en lugar de seguir las órdenes de Nureha e Indicus. Él envía a Tetra con Shiroe con la esperanza de dirigir la atención de Shiroe hacia Minami.
K.R. (ＫＲ（ケイアール） Keiāru?)
Es otro exmiembro del antiguo grupo Debauchery Tea Party. K.R. es un Invocador nivel 90. Al comienzo del Apocalipsis, K.R. inmediatamente utiliza una invocación para viajar por el mundo y ver cómo quedaron las demás áreas del juego. En su viaje se encontró con Kanami y su grupo, y se unió a ellos, a pesar de su disgusto. Sin embargo, durante una batalla contra el "Dragón Negro", se vio obligado a invocar a su cuerpo real donde él se encontraba y posteriormente murió, reviviendo en Minami. Luego se unió a Plant Hwyaden.

### Gremios de Susukino
Susukino es una ciudad con jugadores del servidor japonés. Su posición es similar a la de Sapporo en el mundo real.

#### Silver Sword
William Massachusetts (ウィリアム＝マサチューセッツ Uiriamu Masachūsettsu?)
 Seiyū: Yūichi Nakamura (actor nacido en 1980), Dan Frausto (español latino)
El maestro del gremio Silver Sword.

#### Brigandia
Un gremio oscuro, que se aprovecha de la naturaleza anárquica y sin ley del mundo de Elder Tale para controlar Susukino con mano de hierro.
Demikas (デミクァス Demikasu?)
 Seiyū: Atsushi Imaruoka
El maestro del gremio Brigandia.
Londark (ロンダーグ Rondāgu?)
 Seiyū: Eiji Miyashita
También conocido como "Londark of Gray Steel" (Londark de Gris Acero). Es el segundo al mando luego de Demikas.

### Otros
Kanami (カナミ Kanami?)
 Seiyū: Marina Inoue
Es la exlíder del ahora disuelto grupo Debauchery Tea Party. Su clase principal es Monje y anteriormente era una Espadachín.
Leonardo (レオナルド Reonarudo?)
Un jugador estadounidense de Nueva York, que por usar un "Fairy Ring" (Anillo de Hada) desembarcó en Asia y posteriormente quedó atrapado allí tras el Apocalipsis. Su clase principal es Asesino. Sus armas son dos ninjatōs y su apariencia deliberadamente hace homenaje a Leonardo de Las Tortugas Ninjas.
Ōshima (大嶋 Ōshima?)
Una de las pocas personas en quien Shiroe confía. A Ōshima se le pidió que investigue la situación de la ciudad occidental de Minami.

### Gente del Pueblo
La "Gente del Pueblo" es como los Aventureros llaman a los PNJ(NPC en inglés) del mundo de Elder Tale. Antes del Apocalipsis tenían respuestas y gestos limitados, y normalmente asignaban misiones a los Aventureros, quienes recibían recompensas por completarlas. Después del Apocalipsis, de alguna manera se convirtieron en personas sensibles, capaces de poseer emociones, tener un lenguaje amplio y una gran complejidad de pensamientos. Por lo general son más débiles que los Aventureros en términos de combate, y al contrario que ellos, no reaparecen después de haber muerto, lo que resulta en una muerte permanente.

#### Liga de las Ciudades Libres de Eastal
Sergiatte Cowen (セルジアッド＝コーウェン Serujiaddo Kōuen?)
 Seiyū: Shinpachi Tsuji, Gerardo Reyero (español latino)
Coordinador de la Liga de las Ciudades Libres de Eastal. Exteriormente, tiene una presencia imponente y es tratado con el máximo respeto por sus compañeros nobles. Interiormente, él es de mente abierta y ve a los Aventureros más como iguales y no como miembros potenciales de la Liga, a diferencia de otros nobles. Más tarde decide no ofrecerles que se unan a la Liga, y en su lugar firma una tregua con ellos.
Raynesia Erhart Cowen (レイネシア＝エルアルテ＝コーウェン Reineshia Eruarute Kōuen?)
 Seiyū: Mariya Ise, Nycolle González (español latino)
La nieta de Sergiatte. Las mujeres nobles no tienen ninguna autoridad real; para lo único que existen es para crear relaciones políticas mediante los matrimonios. Esta es la razón por la que ella es tan perezosa y desmotivada, porque sabe que nunca va a estar en una posición como para hacer algo que valga la pena, y su único papel es el de simplemente parecer bonita y perfecta. Cada vez que ella fantasea en público, debido a su belleza, la gente malinterpreta su comportamiento pensando que ella debe estar preocupada por el futuro, y por lo tanto ella tiene el apodo de "la dama culta con una sensación de tristeza". Ella solo actúa de forma natural delante de Crusty, quien siempre sabe lo que ella piensa y puede ver a través de su fachada, por lo que ella no tiene motivos para actuar frente a él.
Elissa (エリッサ Erissa?)
 Seiyū: Ikumi Hayama, Maggie Vera (español latino)
Sirvienta de Raynesia.

## Media

### Novelas
| No. | Título                                                                           | Fecha de lanzamiento     | ISBN                                                                               |
| --- | -------------------------------------------------------------------------------- | ------------------------ | ---------------------------------------------------------------------------------- |
| 1   | El Comienzo de un Mundo Diferente Isekai no Hajimari (異世界のはじまり)          | 30 de marzo de 2003      | ISBN 978-4-04-727145-6                                                             |
| 2   | Caballeros de Camelot Kyamerotto no Kishi-tachi (キャメロットの騎士たち)         | 30 de mayo de 2011       | ISBN 978-4-04-727298-9                                                             |
| 3   | El Final del Juego 'Parte I' Gēmu no Owari [Jō] (ゲームの終わり【上】)           | 31 de agosto de 2011     | ISBN 978-4-04-727413-6                                                             |
| 4   | El Final del Juego 'Parte II' Gēmu no Owari [Ge] (ゲームの終わり【下】)          | 30 de septiembre de 2011 | ISBN 978-4-04-727543-0                                                             |
| 5   | Domingo en el Distrito de Akiba Akiba no Machi no Nichiyōbi (アキバの街の日曜日) | 30 de noviembre de 2011  | ISBN 978-4-04-727669-7                                                             |
| 6   | El Niño Perdido del Amanecer Yoake no Mayoigo (夜明けの迷い子)                   | 30 de marzo de 2013      | ISBN 978-4-04-728235-3                                                             |
| 7   | Oro de Kunie Kunie no Ougon (供贄の黄金)                                         | 20 de diciembre de 2013  | ISBN 978-4-04-729175-1 (edición regular) ISBN 978-4-04-729176-8 (edición especial) |
| 8   | Los Gorriones Extienden Sus Alas Hibari-tachi no habataki (ひばりたちの羽ばたき) | 29 de septiembre de 2014 | ISBN 978-4-04-729926-9 (edición regular) ISBN 978-4-04-729927-6 (edición especial) |
| 9   | ¡Kanami, Hacia El Oriente! Kanami, Go! Īsuto! (カナミ,ゴー!イースト!)            | 27 de marzo de 2015      | ISBN 978-4-04-730190-0                                                             |
| 10  | La recuperación de Novasphere Noasfia no Kaikon (ノウアスフィアの開墾)           | 30 de septiembre de 2015 | ISBN 978-4-04-730674-5                                                             |
| 11  | Krusty, Magnate Señor Kurasuti Taikūn Rōdo (クラスティ・タイクーン・ロード)      | 20 de marzo de 2018      | ISBN 978-1975329419                                                                |

### Manga
La serie de novelas ha recibido cuatro adaptaciones al manga, todas escritas por Mamare Touno. La primera adaptación está siendo ilustrada por Motoya Matsu y se titula "Log Horizon Gaiden: Honey Moon Logs". Su serialización comenzó el 27 de enero de 2012, y es publicada por ASCII Media Works en la revista Dengeki Daioh. La segunda adaptación está siendo ilustrada por Kazuhiro Hara y se titula "Log Horizon". Su serialización comenzó el 18 de mayo de 2012, y es publicada por Enterbrain en la revista web Famitsu Comic Clear. La tercera adaptación está siendo ilustrada por Koyuki y se titula "Log Horizon: Nishikaze no Ryōdan". Su serialización comenzó el 9 de julio de 2012, y es publicada por Fujimi Shobo en la revista Age Premium. La última adaptación está siendo ilustrada por Sōchū y se titula "Log Horizon Gaiden: Nyanta-honcho Shiawase no Recipe". Su serialización comenzó el 21 de diciembre de 2012, y es publicada por Enterbrain en la revista Comic B's LOG.

### Anime
Una adaptación al anime de 25 episodios producida por Satelight se emitió en NHK Educational TV del 5 de octubre de 2013 al 22 de marzo de 2014. Crunchyroll transmitió la serie como una transmisión simultánea en América del Norte y otras partes selectas del mundo.
Una segunda temporada de 25 episodios producida por Studio Deen se emitió del 4 de octubre de 2014 al 28 de marzo de 2015. Ambas temporadas fueron autorizadas por Sentai Filmworks en Norteamérica para el lanzamiento de videos domésticos y digitales. Funimation adquirió los derechos de transmisión de la serie después de que Sentai Filmworks los perdiera. Tras la adquisición de Crunchyroll por parte de Sony, la serie se trasladó a Crunchyroll. Para ambas temporadas, el tema de apertura es "database" de Man with a Mission con Takuma. El tema final de la primera temporada es "Your song*" y de la segunda temporada es "Wonderful Wonder World*", ambos interpretados por Yunchi.
Una tercera temporada de 12 episodios titulada Log Horizon: Destruction of the Round Table estaba originalmente programada para estrenarse en octubre de 2020, pero se retrasó hasta el invierno de 2021 debido a la pandemia de COVID-19. La tercera temporada se emitió del 13 de enero al 31 de marzo de 2021. La tercera temporada lleva el nombre del título del Volumen 12 de la serie de novelas web y el acrónimo oficial es DORT. El personal y el elenco volverán a interpretar sus papeles de la segunda temporada. Funimation obtuvo la licencia de la tercera temporada y la transmitió en su sitio web en América del Norte, las islas británicas, México y Brasil, en Europa a través de Wakanim y en Australia y Nueva Zelanda a través de AnimeLab.
El 1 de noviembre de 2021, Funimation anunció que la serie recibió un doblaje en español latino la tercera temporada, que se estrenó el 25 de noviembre. Debido a la fusión con Sony, el 3 de abril de 2023, Crunchyroll anunció que la serie había recibido un doblaje en español latino, la cual se estrenó el 11 de mayo.